# Honda Zero
Honda Zero (стилізована під Honda 0) ― майбутня серія електромобілів компанії Honda. Моделі серії включають седан і позашляховик. На виставці CES 2024 компанія Honda позиціонувала концепти як такі, що підкреслюють аеродинаміку над іншими тенденціями до товстішого та важчого дизайну електромобілів. Під час CES 2025 компанія Honda продемонструвала прототипи обох концептуальних електромобілів, і очікується, що вони будуть випущені в Північній Америці у 2026 році, причому позашляховик Honda 0 стане першим серійним автомобілем, побудованим на заводі в Огайо. Автомобілі будуть оснащені SAE Level 3 і матимуть нову власну операційну систему під назвою ASIMO.

## Моделі
- Honda 0 Saloon
- Honda 0 SUV